# Β
Beta（Βήτα；大寫Β，小寫β，中文音译：贝塔、貝他、啤打，音/'viːta/，英语读法/biːtə/ ），是第二個希臘字母。在古希臘語，beta讀作[b]，但現代希臘語讀作[v]。現代希臘語以"μπ"代表[b]音。英文「Beta version」為「測試版本」之意。
小寫的β代表：
- 在粒子物理學，beta粒子（電子）和beta衰變
- 在狭义相對論，物件的速率相對於光速（β = v/c）
- 國際音標中的濁雙唇擦音
- 埃拉托斯特尼的外号

beta的英式英語讀音是/'biː.tə/，但美式英語讀音是/'beı.tə/ 。
西里爾字母的Б、В和拉丁字母的B都是從beta變來。

## 運用

### 電腦科學
- Alpha-beta剪枝
- Beta 測試版

### 金融
- Beta 系數

## 外觀相似但無關的字
- 在德語代表長s音的ß

## Beta的其他意思
在電腦範疇，Beta軟體也能代表電腦軟體的測試版，通常指的是公開測試版，提供一般使用者協助測試並回報問題。詳見軟件出版週期。